# Kilobyte
Kilobyte (kB) är en informationsenhet samt en multipel av byte. Namnet kommer av SI-prefixet kilo (k), för tusen, och byte (B). Ordet kan också stå för enheten Kibibyte (KiB, tidigare KB), som är lämpligare i samband med datorminnen.
Ordet används alltså i två skilda betydelser:
- 1 000 (103) byte
- 1 024 (210) byte

Enligt definition av SI och IEC motsvarar en kilobyte det förstnämnda värdet, då det är överensstämmande med värdet av tidigare nämnt SI-prefix. Det vanligaste och allmänt accepterade värdet är dock det sistnämnda. För att minimera förvirring bland de två olika värdena kan dock det sistnämnda värdet definieras som en kibibyte (KiB).